# Inezgane
Inezgane (marokkanisches Tamazight ⵉⵏⵣⴳⴳⴰⵏ Inzeggan, deutsch ‚die Höhle‘; arabisch إنزكان) ist die Hauptstadt und mit etwa 140.000 Einwohnern nach Aït Melloul zweitgrößte Stadt der Präfektur Inezgane-Aït Melloul in der marokkanischen Region Souss-Massa. 

## Lage
Inezgane liegt in etwa 25 m Höhe in einer Schleife des Oued Souss in den nordwestlichen Ausläufern des Antiatlas-Gebirges im Südwesten Marokkos. Die Entfernung nach Agadir und zum Atlantik beträgt nur etwa 12 km. Die Berberorte Biougra, Aït Baha und Tafraoute liegen etwa 25 bzw. 60 und 150 km südöstlich. Das Klima in Inezgane ist meist heiß und trocken; Regen fällt selten.

## Bevölkerungsentwicklung
| Jahr      | 1994   | 2004    | 2014    | 2024    |
| Einwohner | 92.534 | 112.753 | 130.333 | 137.512 |

Der rapide Bevölkerungsanstieg ist im Wesentlichen auf die Zuwanderung von Berberfamilien aus den umliegenden Bergregionen des Antiatlas zurückzuführen.

## Wirtschaft
Die wichtigste Rollen im Wirtschaftsleben der Stadt spielen Handel, Handwerk und Transportwesen. Viele Männer leben und arbeiten in den Städten des Nordens oder in Europa, d. h. überwiegend in Frankreich, so dass viele Einwohner der Stadt in hohem Maße von Geldtransferleistungen abhängig sind. Inezgane ist der wichtigste Verkehrsknotenpunkt im Umfeld von Agadir; alle Hauptstraßen und somit beinahe der gesamte Verkehr werden um Agadir herumgeführt und kreuzen sich in Inezgane.

## Geschichte
Inezgane war der wichtigste Marktort des Berberstammes der Aksimen. Während der französischen Kolonialzeit residierte hier der von den Franzosen ernannte Kaid.

## Sehenswürdigkeiten
Inezgane verfügt über keinerlei historisch oder kulturell bedeutsame Sehenswürdigkeiten.